# Antequera
 (juillet 2019).
- Si vous ne connaissez pas le sujet, laissez ce bandeau (vous pouvez alors contacter les auteurs).
- Si vous supprimez le contenu mis en cause (vous pouvez préalablement contacter les auteurs),

argumentez précisément cette suppression dans la page de discussion
(un manque de référence n'est pas un argument ; une recherche réelle de référence doit avoir été effectuée, être formellement documentée).
 (juillet 2019).
Si vous disposez d'ouvrages ou d'articles de référence ou si vous connaissez des sites web de qualité traitant du thème abordé ici, merci de compléter l'article en donnant les références utiles à sa vérifiabilité et en les liant à la section « Notes et références ».
Pour les articles homonymes, voir Antequera (homonymie).
Antequera (Antéquerre en ancien français ) est une ville de la province de Malaga, dans la communauté autonome d'Andalousie, en Espagne. Elle est située dans la région du même nom.

## Géographie

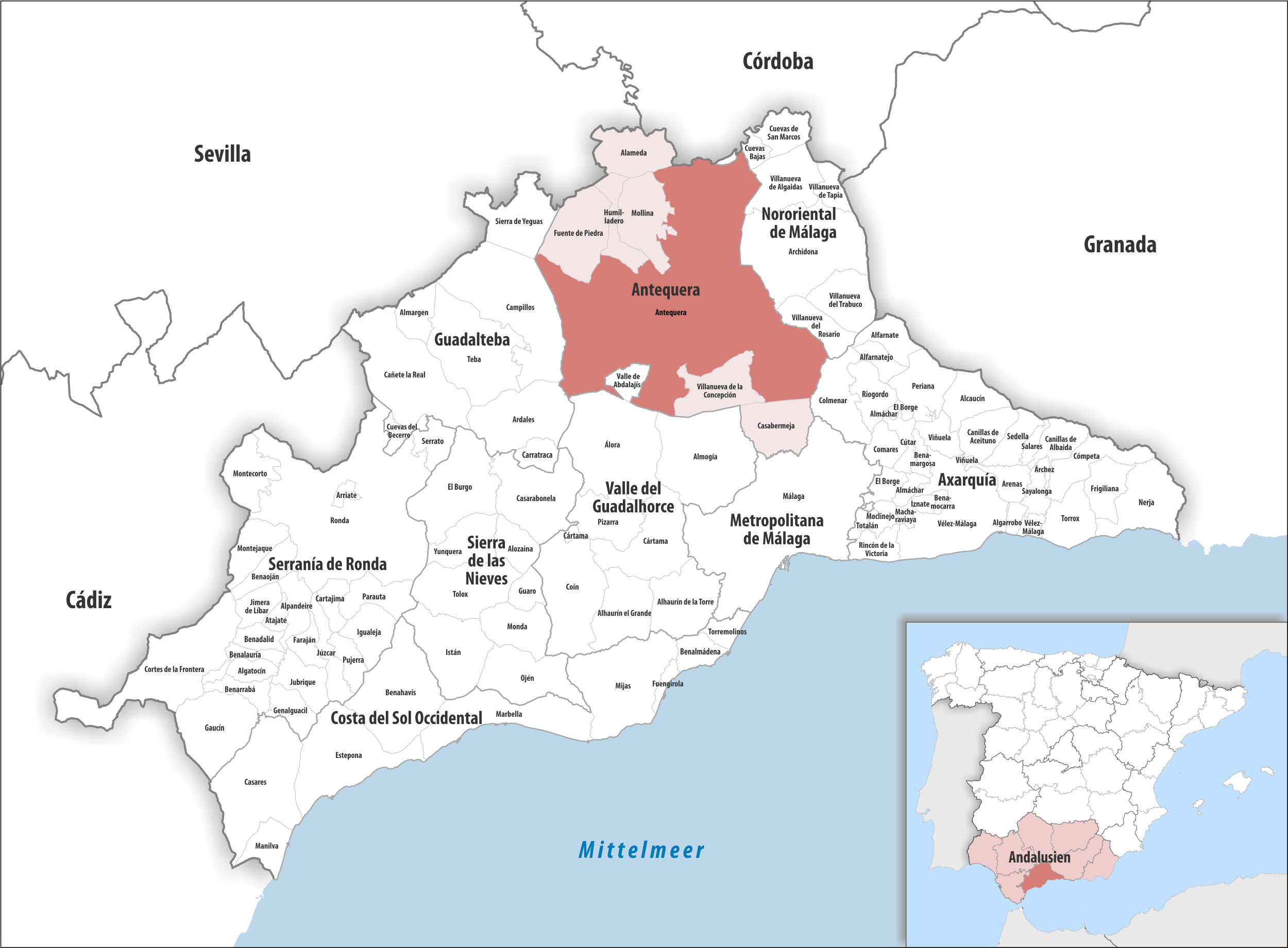
Antequera dans la comarque Antequera, province de Malaga / en Andalousie

### Localisation
La commune d'Antequera est dans le nord de la province de Malaga et le nord de la comarque Antequera (dont elle est le chef-lieu) ; elle jouxte une commune de la province de Cordoue au nord ; et elle est proche des provinces de Grenade à l'est et de Séville à l'ouest.
Malaga est à 55 km sud ;
Séville à 158 km ouest-nord-ouest ;
Madrid à 471 km nord ;
Gibraltar à 187 km sud-ouest (distances par route).

### Hydrographie
La pointe sud-ouest de la commune est marquée par une large partie du réservoir du Guadalhorce, l'un des trois grands réservoirs de Guadalhorce-Guadalteba (es). Le réservoir du Guadalhorce est partagé avec la commune de Campillos. Campillos a aussi la majeure partie du réservoir du Guadalteba, alimenté par le Guadalteba (es), important affluent du Guadalhorce qu'il rejoint au débouché des réservoirs. Le troisième réservoir est sur Ardales au sud : réservoir del Conde del Guadalhorce.
Avant d'alimenter son réservoir éponyme, le Guadfalhorce traverse la commune d'est en ouest.

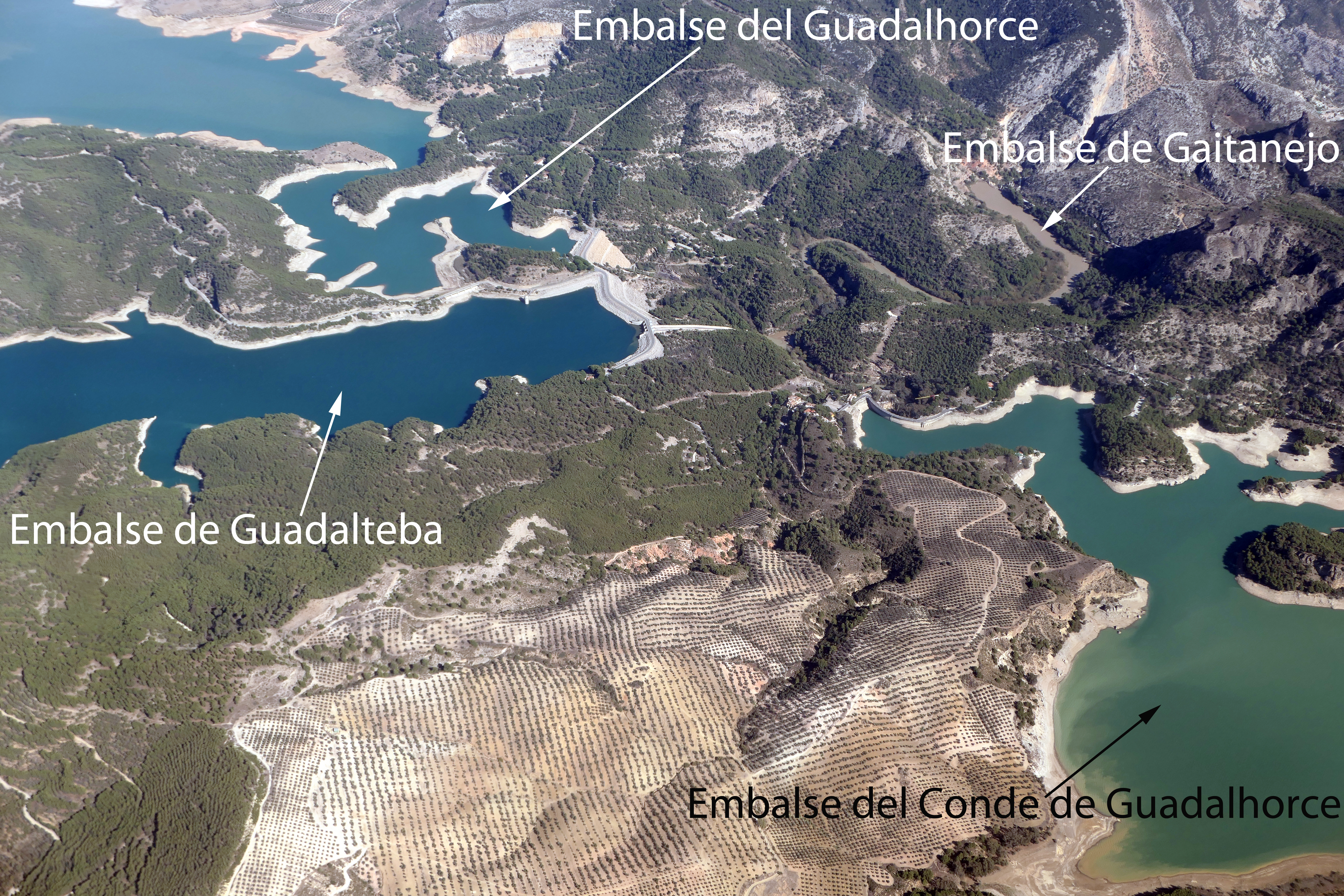
À gauche, la partie des réservoirs du Guadalteba et du Guadalhorce se trouvant sur la commune
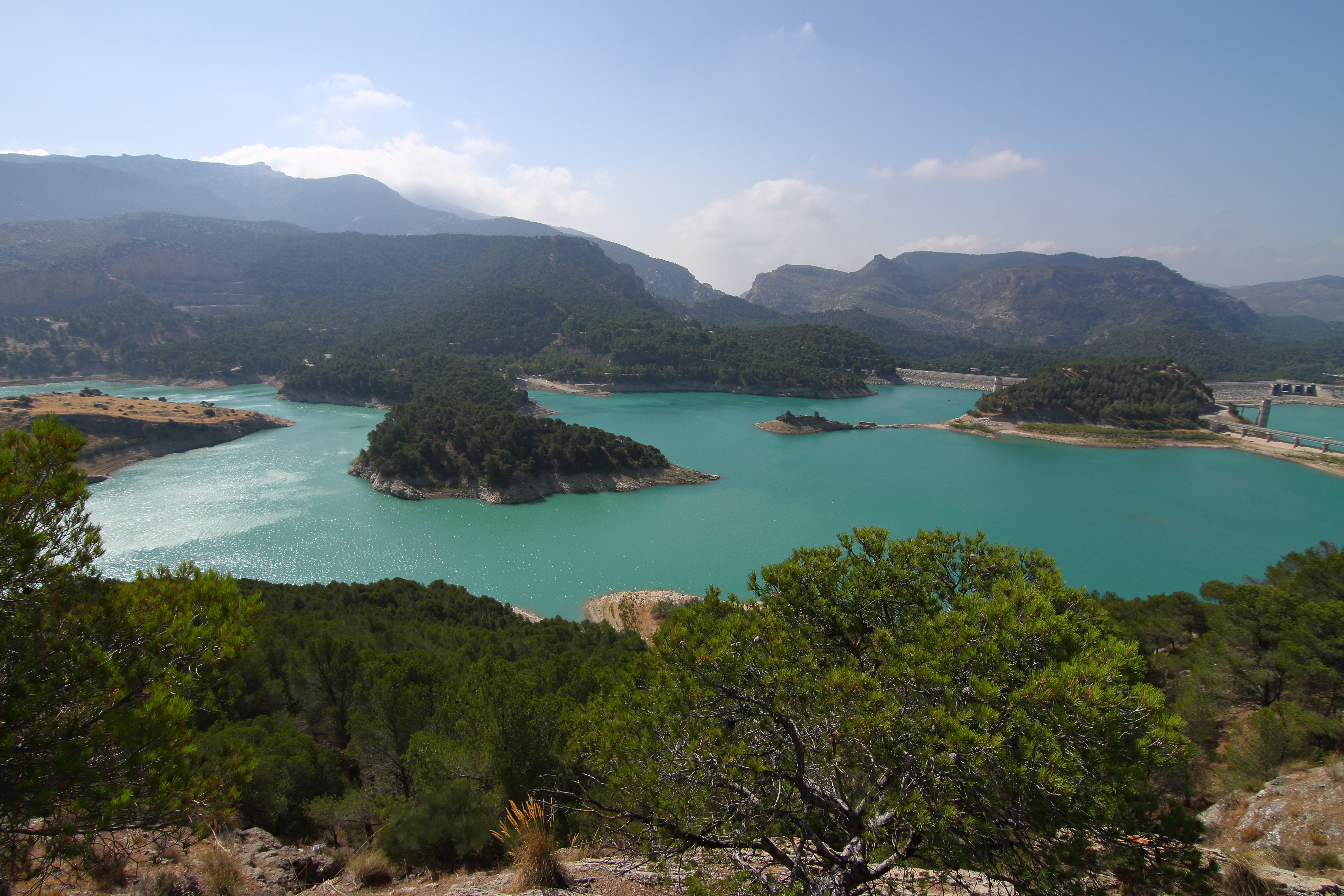
Vue vers le sud sur le réservoir du Guadalhorce

### Généralités
Sa superficie de 814 km2 en fait la plus grande commune de la province et la cinquième plus grande d'Espagne.[réf. nécessaire]
La ville d'Antequera est située à 575 mètres d'altitude. Elle est séparée de la ville de Malaga au sud par un arc calcaire de la cordillère pénibétique connu sous le nom de cordillère d'Antequera (es), formée par plusieurs chaînes de montagnes dont le massif karstique de El Torcal. La rivière Guadalhorce irrigue la vaste et fertile vallée qui s'étend au nord de celui-ci.[réf. nécessaire]

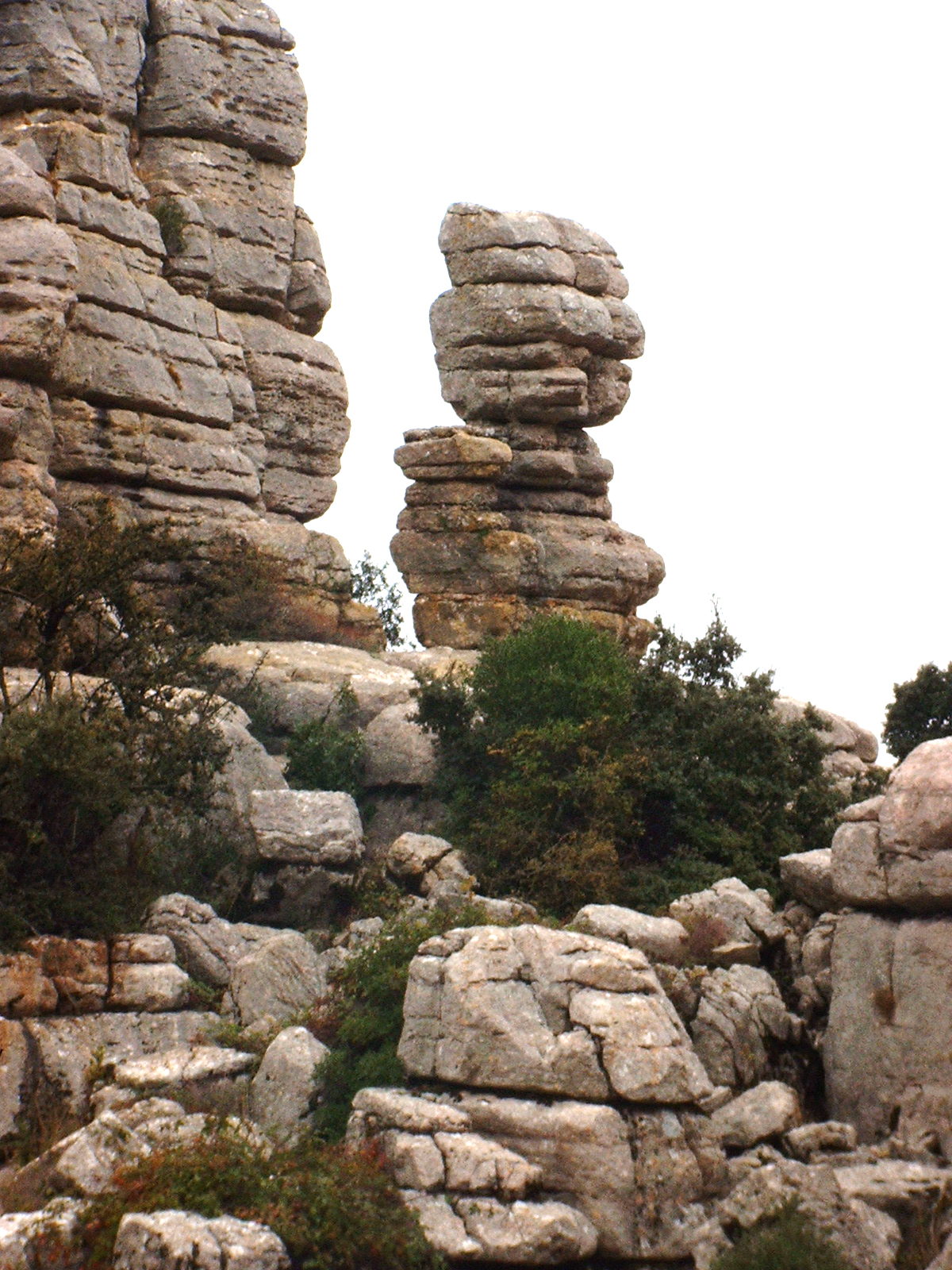
El Torcal (Antequera)
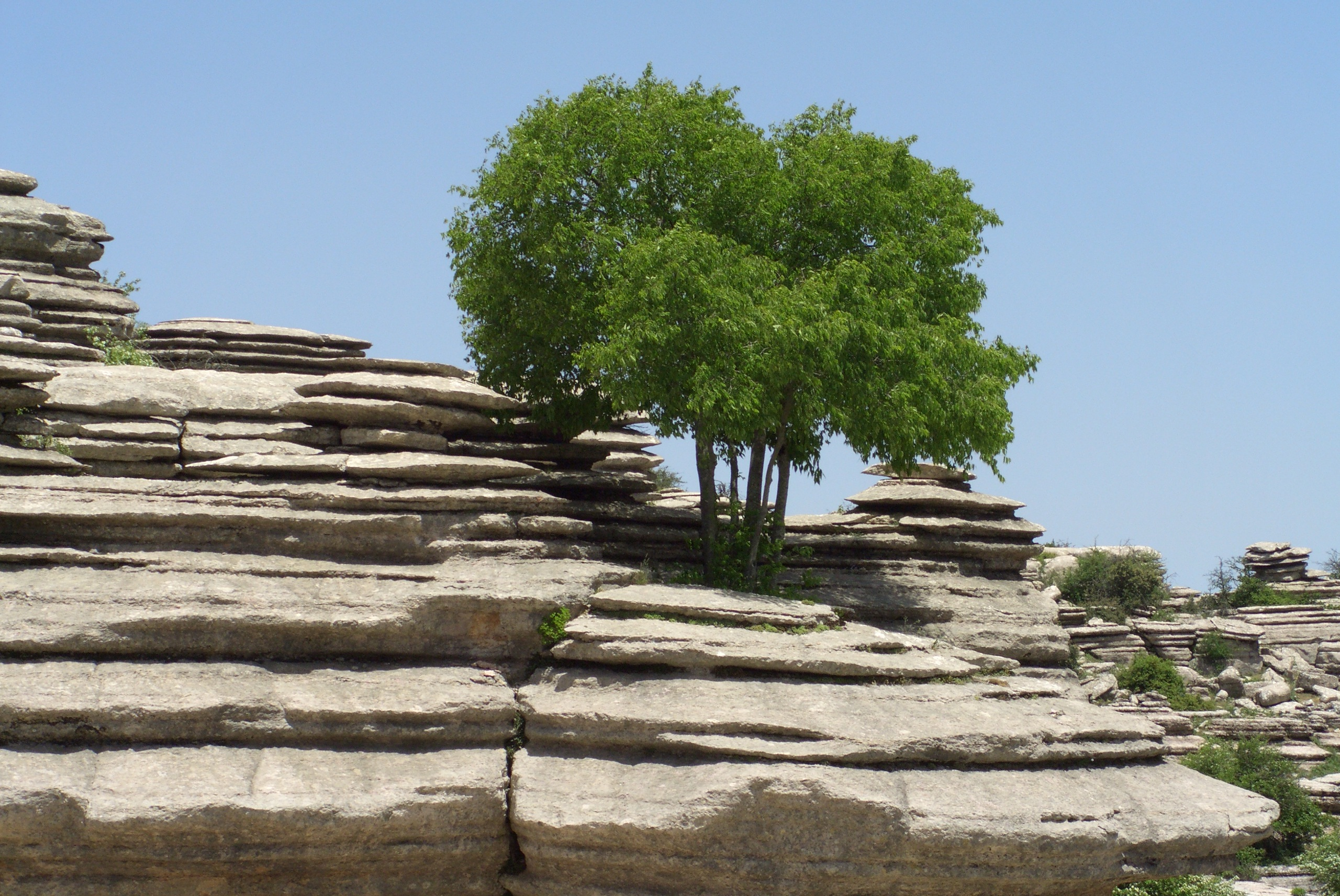
El Torcal

### Population
- La population était de 45 037 habitants en 2008 (recensement de l'Institut national de la statistique d'Espagne).
- Il s'agit de la neuvième circonscription de la Province de Malaga par la population.
- La densité de population est de 55,33 habitant/km2
- La zone la plus peuplée de la ville est la vieille ville, dans le centre-ville.

### Noyaux urbains
Le centre principal de la commune correspond à la cité d'Antequera, qui possède un centre historique bien conservé et de nombreux monuments. Elle date de l'époque romaine et musulmane, avec son emplacement choisi probablement car c'est un endroit élevé d'où on domine la plaine.
Les autres noyaux urbains sont de petite taille et présentent des caractéristiques communes, comme leur caractère rural et la typologie des maisons qui correspondent à des regroupements de demeures unifamiliales de faible hauteur, et de plus de création récente, surgi pour l'exploitation agricole de la zone ou autour des infrastructures ferroviaires. La majorité d'entre eux se situent dans la plaine pour profiter de sa fertilité agricole : Cartaojal, Los Llanos de Antequera (es), Bobadilla, Estación de Bobadilla (es) (Bobadilla-Estación), Colonia de Santa Ana (es) et Cañadas de Pareja (es). Les autres se trouvent sur la pente sud de la cordillère : Villanueva de Cauche (une entité locale autonome), La Joya (es), Los Nogales (es) et La Higuera (es). Il y a aussi  Puerto del Barco et Las Lagunillas (paroisses, mais villages désaffectés).
Elle est la ville espagnole comportant la plus grande densité d'églises par habitants et possède la première église de style Renaissance à avoir été construite en Andalousie : Santa María la Mayor.

### Météorologie
Le climat est très diversifié à Antequera. La température moyenne annuelle est de 15 °C, l'ensoleillement est de 2 700 heures par an et la pluviométrie 551 mm. L'hiver est plutôt froid, avec des températures moyennes de −3 °C. L'été est chaud.

## Histoire

### Préhistoire

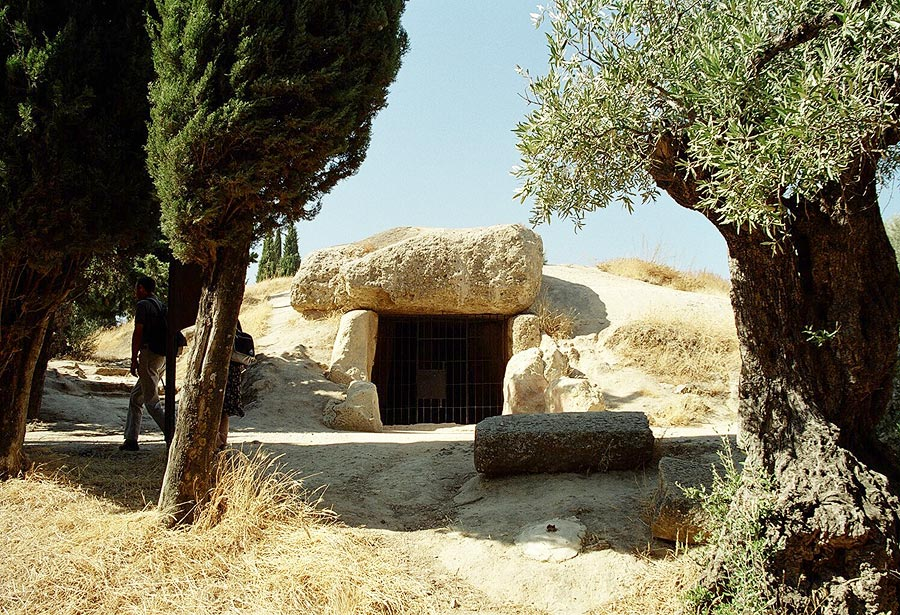
Dolmen de Menga

Il existe des vestiges de peuplement qui remontent entre les XVe et XXe siècles av. J.-C.. Les principaux témoins de cette époque sont les dolmens de Menga, Viera, El Romeral et El Alcaide (les trois premiers sont dans la banlieue d'Antequera alors que le dernier est proche de la commune de Villanueva de Algaidas). Ils sont considérés comme le meilleur ensemble de dolmens d'Espagne et le plus représentatif de la période mégalithique de la péninsule. Ils sont classés au patrimoine mondial par l'UNESCO.

### Période antique

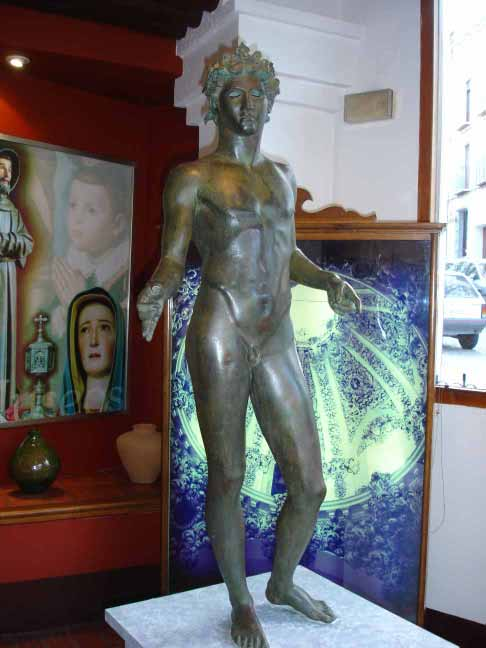
L'éphèbe d'Antequera

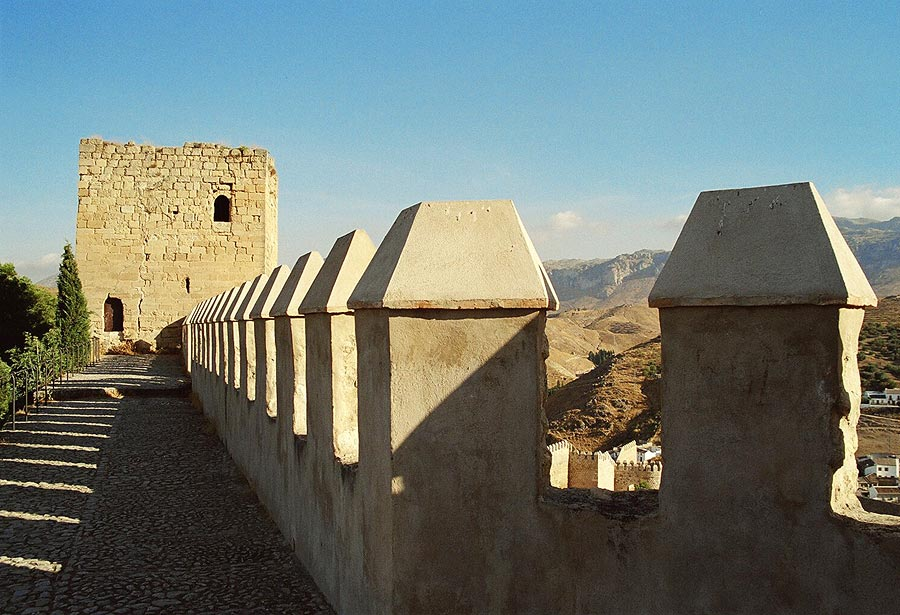
Alcazaba

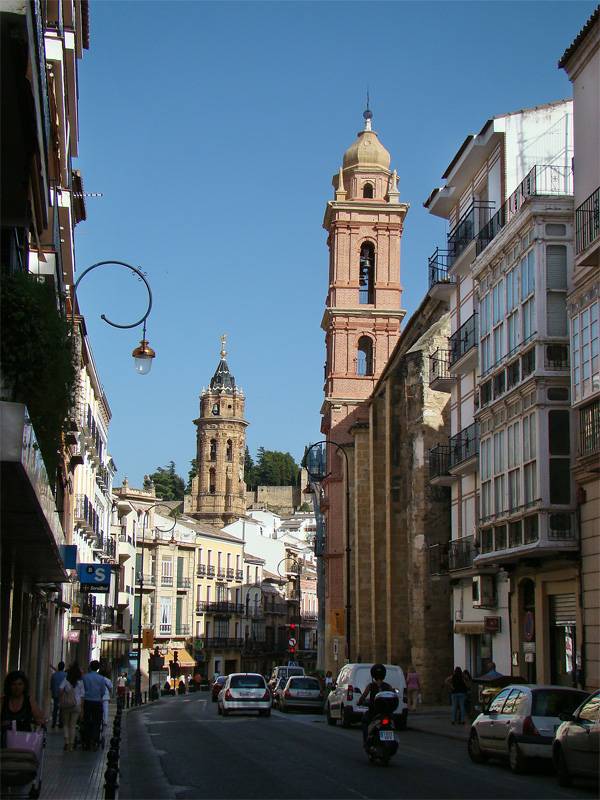
La vieille ville et les tours des églises San Agustín et San Sebastián

Entre la préhistoire et l'époque romaine, de nombreux peuples ont marqué l'histoire de l'Andalousie. Leur présence sur le territoire d'Antequera est communément admise bien que sans preuve tangible. On notera parmi ces peuples : les Ibères, les Tartessos, les Phéniciens et les Carthaginois. La présence de ces derniers serait cependant attestée par des inscriptions sur des tombes en argile provenant du site d'Osqua : la colline de Antequera aurait été un lieu de bataille entre Hasdrubal le Beau, général carthaginois, et les légions romaines.
La fondation d'Antequera est liée à l'émergence de la ville romaine de Antikaria où eut lieu le seul collège pontifical que Jules César organisa en Espagne. 
À l'époque romaine, les gens adoptent rapidement la culture et la langue latine. Sous la domination romaine, la ville devient un important carrefour commercial, particulièrement connu pour la qualité de son huile d'olive. 
Antequera dispose également de thermes situés dans la partie sud-ouest de la ville.
Le vestige le plus représentatif de cette période est l'éphèbe d'Antequera.
Dès le milieu du Ier millénaire, les Romains sont repoussés par des peuples traversant les Pyrénées : Vandales, Alains, et Suèves. En 554 l'Empire byzantin s'empare de la région pour être à leur tour vaincu par les Wisigoths en 624.

### Période médiévale
En l'an 726, Moussa Ibn Noçaïr et Tariq Ibn Ziyad achèvent la conquête arabo-musulmane de la péninsule ibérique. Antikaria est alors incorporée dans la province d'Al-Andalus. La ville reçoit alors un nouveau nom : Medina Antaquira, et reste sous domination arabo-musulmane jusqu'en 1410.
Au cours de la période musulmane, la ville a connu les dominations successives des Omeyyades de Damas, des Omeyyades de Cordoue, des Hammudites, des Almoravides, des Almohades puis des Nasrides de Grenade. Medina Antaquira, qui à l'époque avait une population d'environ 2 600 habitants, est devenue une importante ville-frontière du Nord du sultanat Nasride de Grenade. Pour se défendre contre les troupes espagnoles catholiques, des fortifications et un château (l'Alcazaba) ont été construits. Aujourd'hui, seules quelques parties des murs et des tours peuvent être observées, dont la tour appelée Torre del Homenaje. 
Pendant près de deux cents ans, Medina Antaquira a été maintes fois attaquée par les rois chrétiens au cours de la Reconquista. Le 16 septembre 1410 d'une armée dirigée par Ferdinand I d'Aragon conquiert la ville. Cela a donné à Ferdinand, qui a été couronné roi d'Aragon en 1412, le titre de "Ferdinand d'Antequera" (Don Fernando de Antequera), et la rue principale porte encore son nom: Calle Infante Don Fernando.

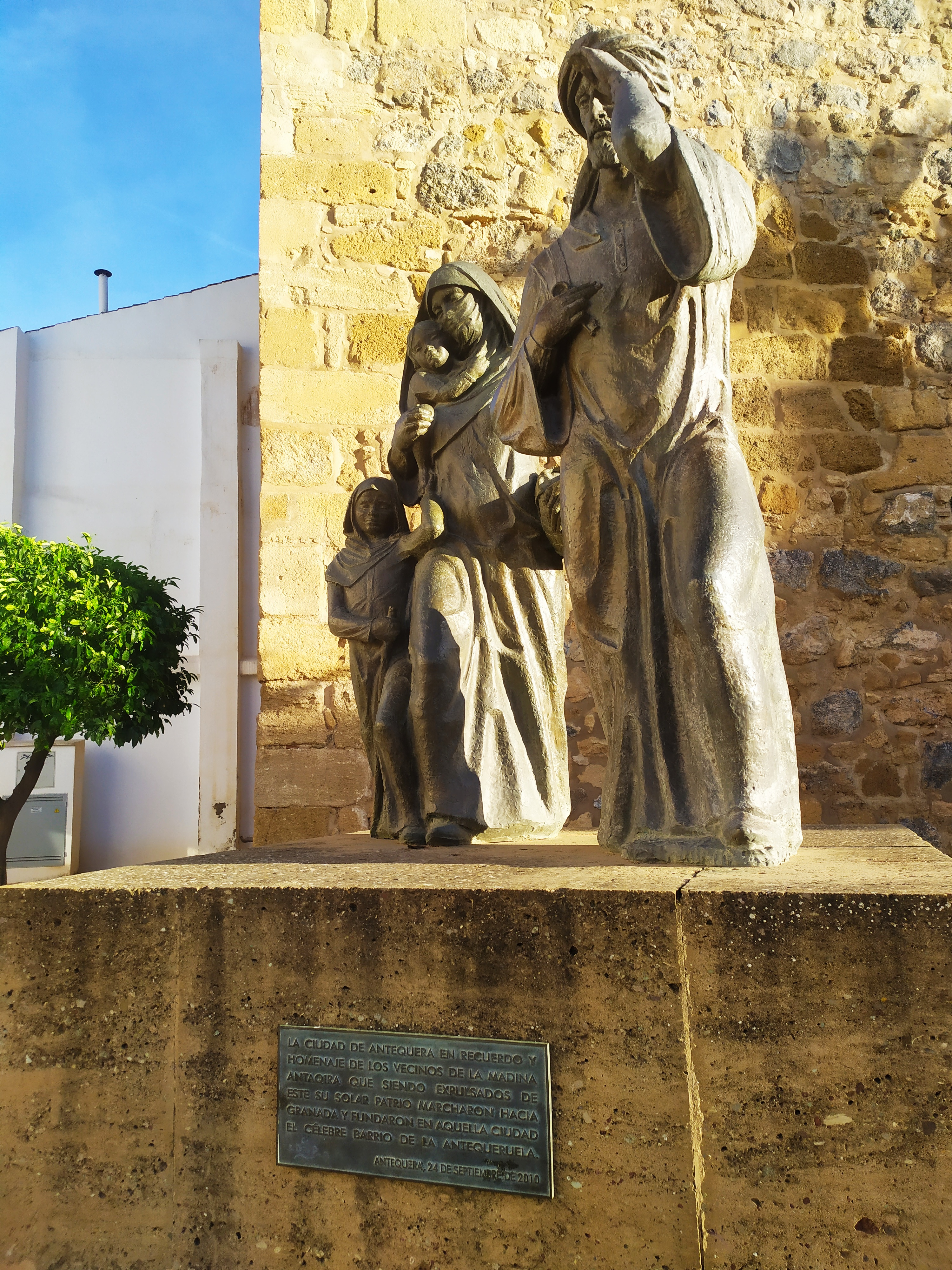

### Période Moderne

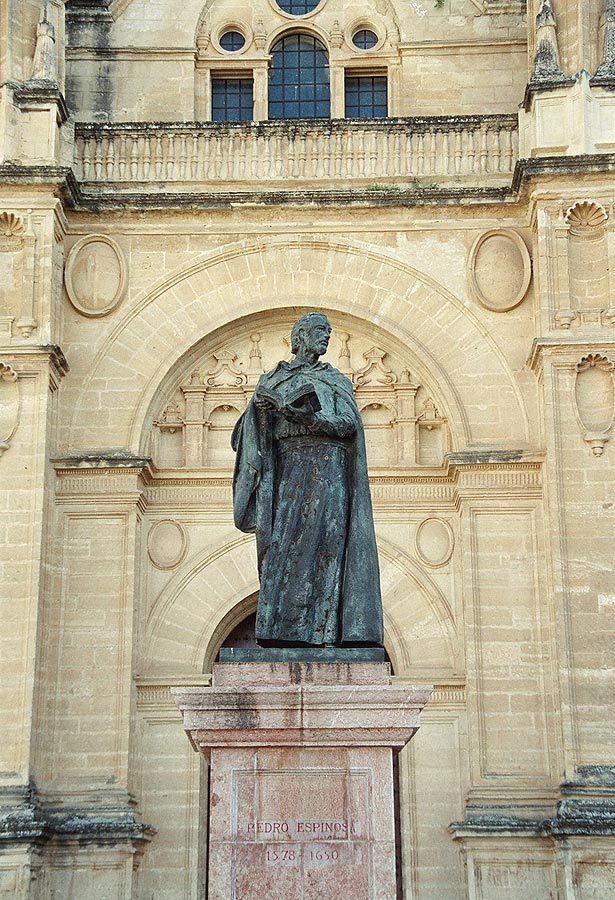
Statue du savant (1578-1650) sur Plaza de Escribanos

Les musulmans ont été chassés, Antequera est devenue une ville du royaume de Castille. Elle devient alors une forteresse catholique contre les Nasrides du royaume de Grenade, dernier bastion d'Al-Andalus, et une base pour poursuivre la reconquista. Après la conquête de Grenade en 1492, la ville commence à se transformer et s'étendre à l'extérieur des murs. En vingt ans, sa population passe de 2 000 à environ 15 000 habitants grâce aux terres fertiles et à l'absence de conflits.
Après la Reconquête, la ville demeure une importante ville commerciale, au carrefour entre Málaga, Grenade, Cordoue et Séville. Son emplacement, son agriculture florissante et le travail de ses artisans contribuent à l'essor culturel de la ville. Antequera est appelé le « cœur de l'Andalousie » dès le début du XVIe siècle.
C’est une période de restructuration de la ville. Les mosquées sont rasées, remplacées par des églises. La Iglesia San Francisco, plus ancienne église d’Antequera, est construite autour de l'an 1500 en style gothique tardif.
En 1503, la vieille église Sainte-Marie-de-l'Espérance est érigée en collégiale puis est reconstruite 11 ans plus tard pour devenir Sainte-Marie-la-Grande (es) ; ce n'est pas une université, mais au cours du même siècle une chaire de grammaire et de latinité y est rattachée, ce qui attire les intellectuels humanistes qui en font un lieu de rencontres important pour les écrivains et érudits de la Renaissance espagnole. Au cours du XVIe siècle, elle voit passer dans ses murs les poètes Pedro Espinosa (en), Luis Martín de la Plaza (es) et Cristobalina Fernández de Alarcón (es). Il s'y trouve également une école de sculpture dont les œuvres ornent un grand nombre des églises d'Andalousie, y compris l'église Saint-Sébastien (es) (San Sebastián) dans le centre-ville et l'église Sainte-Marie-la-Grande (es) (Real Colegiata de Santa María) richement décorée avec ses façades maniéristes.
Jusqu’à la fin du XVIIIe siècle, la ville connaît une grande frénésie de construction. Elle se couvre de palais de style baroque espagnol, d’églises et de couvents – la ville compte aujourd’hui encore 32 églises.

### Période contemporaine
Dès le début du XVIIIe siècle, la croissance de la ville ralentit. 
En 1804, plusieurs épidémies ravagent la population espagnole. 
En 1810, les troupes napoléoniennes s’emparent d’Antequera mais elles en sont chassées deux ans plus tard. 
L’invasion de l’Espagne par Napoléon Ier déclenche une période de guerre et de troubles qui affaiblit fortement le royaume d’Espagne. Ce conflit est particulièrement sanglant, il entraîne des pertes importantes et la perte de toutes les colonies au cours du XIXe siècle. Cette situation engendre une profonde crise économique. L’église, l'aristocratie et la classe supérieure (les grands propriétaires fonciers) ont perdu la majeure partie de leur fortune.
L’économie de la ville s’oriente alors vers l’industrie textile et la laine, et fait naître une nouvelle classe bourgeoise. Les produits sont commercialisés dans toute l’Espagne et Antequera est reconnue pour la qualité de ses couvertures. Cependant, cette période est de courte durée. L’expansion industrielle et l’ouverture d’une ligne ferroviaire entre Barcelone et Mataró dans le Nord de l’Espagne font péricliter l’industrie d’Antequera au profit du textile de Catalogne.
Bien que le début du XXe siècle et la guerre ne soient pas favorables au développement, le retour de l’économie vers l’agriculture permet à la ville de survivre et de continuer à se développer.
En 1936, la guerre civile puis la dictature de Franco (1939 à 1975), met un point d’arrêt au développement d’Antequera. La ville subit un important déclin économique et social, provoquant une intense émigration. En 1960, un gros incendie détruit pratiquement l’église de San Sébastian.
Ce n'est que dans les années 1960, profitant de la proximité de la Costa del Sol, devenue un point chaud du tourisme international, qu’Antequera connut une reprise économique. Aujourd'hui, la ville est un important centre touristique et culturel.
Avec le XXIe siècle, Antequera voit une reprise des affaires. La construction de la gare AVE (haute vélocité espagnole) de Antequera - Santa Ana (située à Santa Ana) et d'Antequera AV sur la ligne Madrid-Málaga permet l’installation de nombreuses sociétés.

## Économie locale

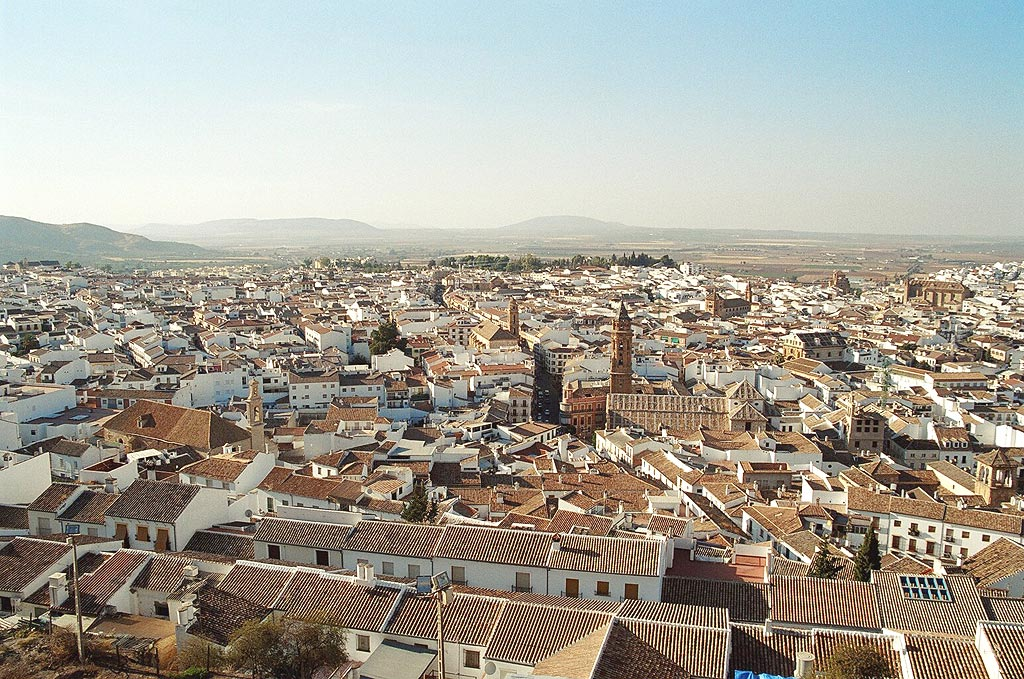
Vue de Antequera

La mise en place d'une liaison ferroviaire à grande vitesse (AVE) et le développement économique lié aux nouvelles zones industrielles et tertiaire en périphérie du centre font renouer la ville d’Antequera avec la prospérité. Les projets sont nombreux dont les plus représentatifs de la santé économique sont l’installation d’un aéroport commercial dans la banlieue, la création d’un centre pour la recherche et le développement de l'entreprise et la création d'un centre d'observation astronomique dans le Torcal (ce milieu naturel est l'un des sites avec le moins de pollution lumineuse d’Andalousie). 

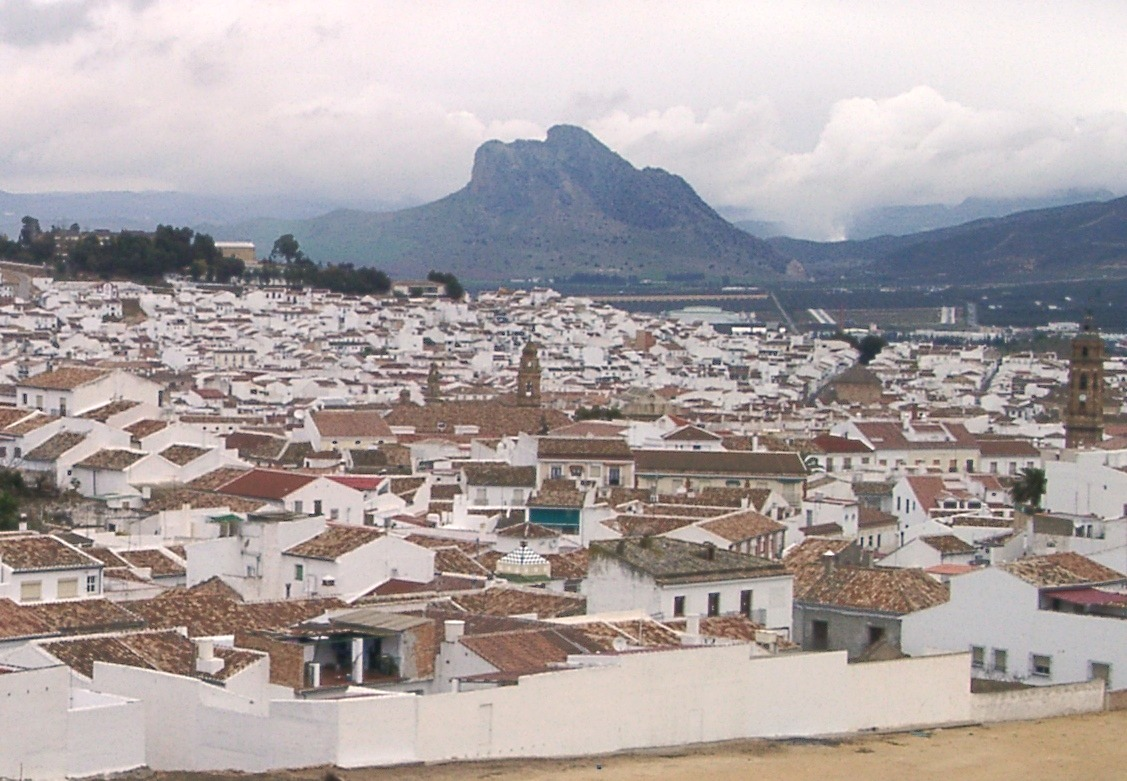
Antequera

### Agroalimentaire
Antequera accueille les centres de gestion et de logistique des sociétés de grandes distribution Dia (filiale du groupe Carrefour) et Mercadona, pour le centre de l’Andalousie, ainsi qu’une usine de production agroalimentaire Bimbo.

#### Biscuiterie
On fabrique à Antequera des « tortas de leche » largement distribuées en Espagne.

### Agriculture
L'agriculture reste encore le cœur de l'économie de la ville. La municipalité dispose d'un total de 50 265 hectares cultivés, répartis comme suit :
- Céréales : 25 197 ha
- Vergers : 1 715 ha
- Oliveraie : 23 301 ha
- Vignes : 48 ha
- Autres cultures : 4 ha

### Élevage
Au dernier recensement agricole, il y avait sur le territoire de la commune : 
- Bovins : 2.992
- Moutons : 1.527
- Chèvres : 3.689
- Porcs : 4.204
- Chevaux : 438

## Administration

### Maires successifs
- 1979-1983 : José Mª González Bermúdez : Parti indépendant
- 1983-1987 : Pedro de Rojas Tapia : PSOE
- 1987-1991 : Paulino Plata Canovas : PSOE
- 1991-1995 : Paulino Plata Canovas et Jesús Romero Benítez : PSOE
- 1995-1999 : Jesús Romero Benítez : PSOE
- 1999-2003 : Jesús Romero Benítez : PSOE
- 2003-2007 : Ricardo Millán Gómez : PSOE
- 2007-2011 : Ricardo Millán Gómez : PSOE[7]
- 2011-2015 : Manuel Jesús Barón Ríos : PP
- 2015- : Manuel Jesús Barón Ríos : PP

## Quartiers

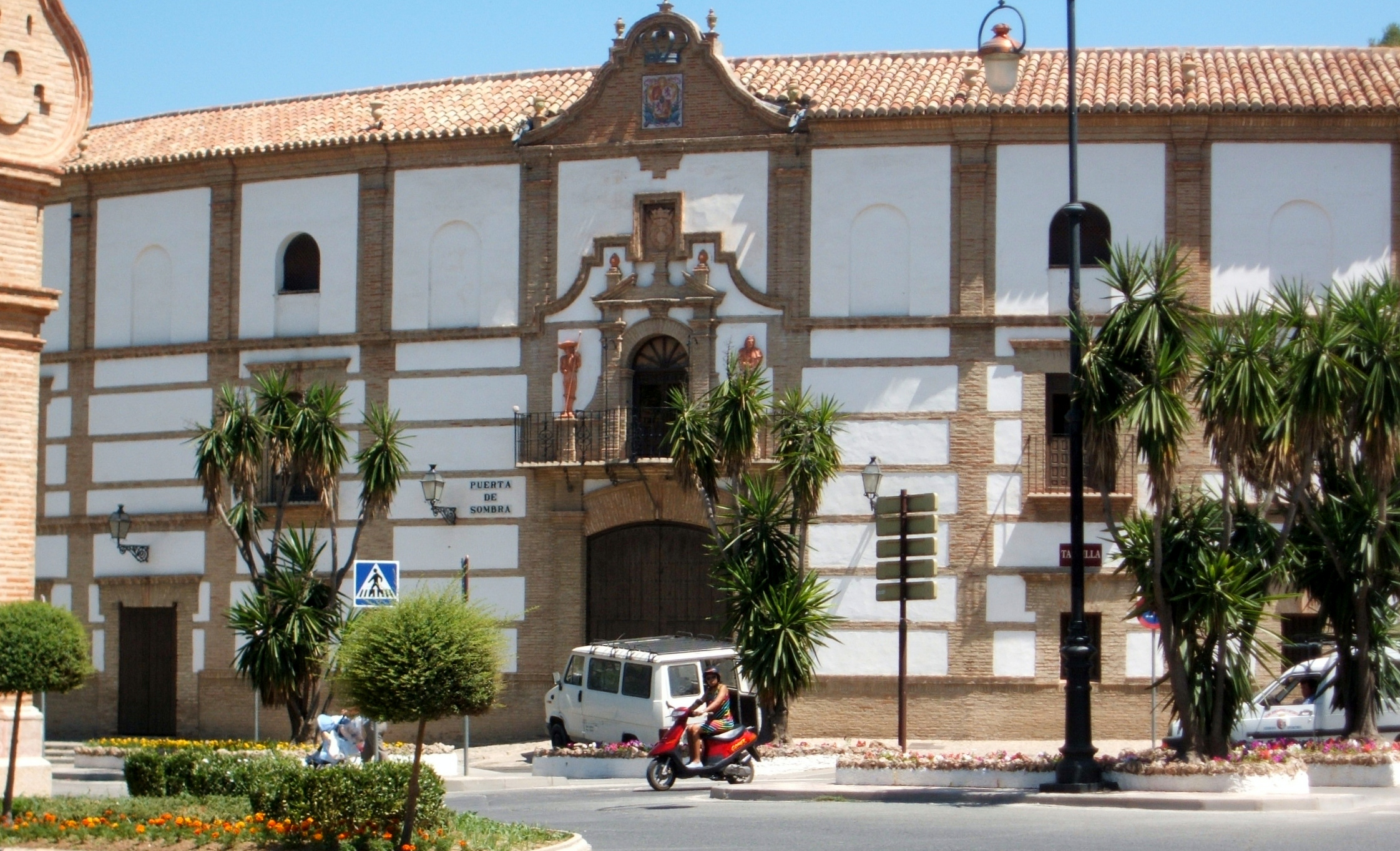
Place des Taureaux à Antequera

| - San Miguel - Parquesol - San Antonio - Las Albarizas - Los Remedios - San Juan - Plaza Alta - Los Alayos - El Carmen - Santa Catalina |  | - San Isidro - Los Alminares - Zona centro´ - García Prieto - Los Altos de Santa Catalina - Miraflores - Torre del Hacho - Nueva Antequera - Nueva Andalucía - Los Dólmenes - El Rosario |  | - San José - El Parque - Fuente Mora - Veracruz - San Francisco - Girón - San Pedro - La Trinidad - Parque Verónica - Padre Ferrys - La Quinta |

## Ressources naturelles

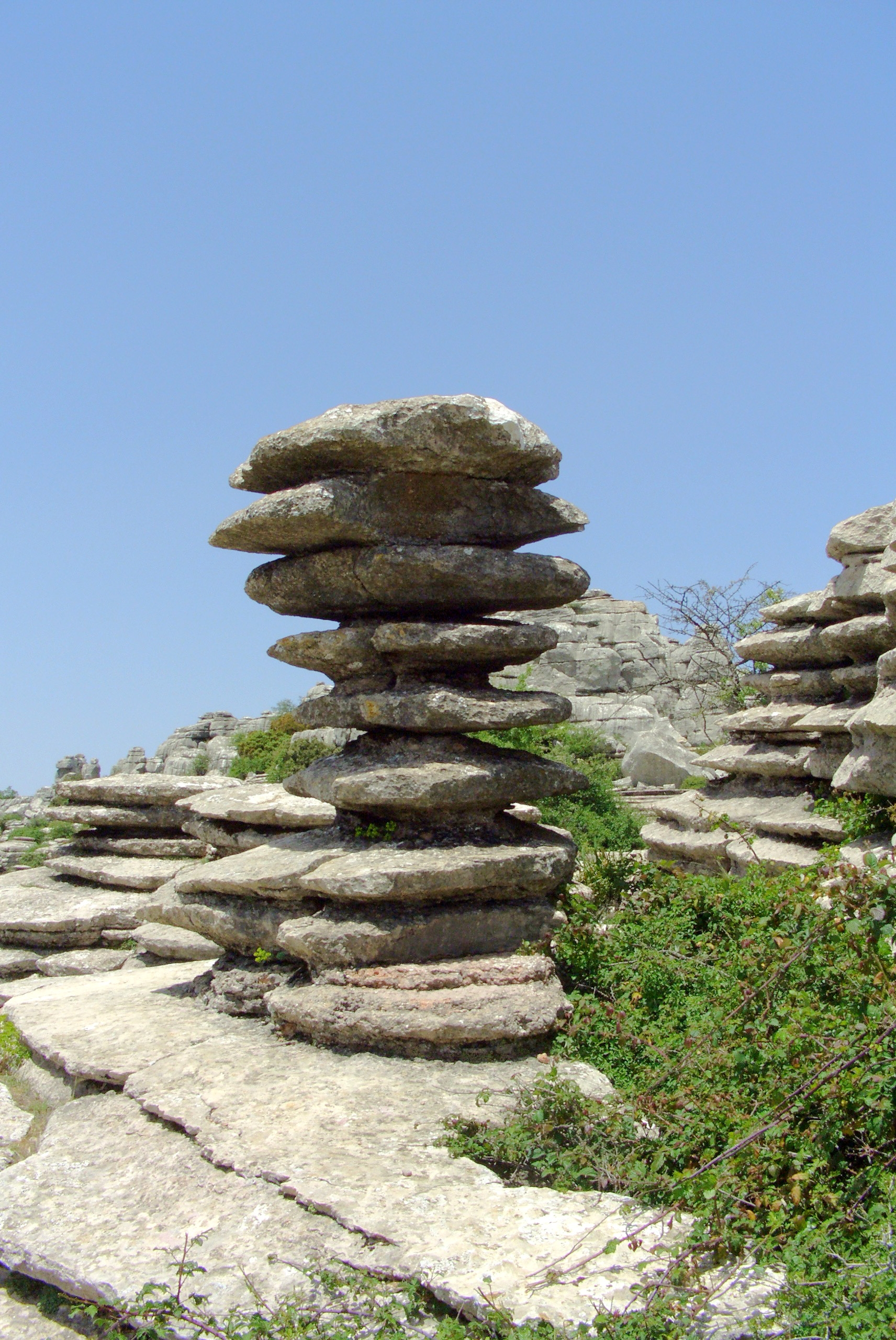
El Torcal

- Parc Naturel El Torcal de Antequera : créé le 18 juillet 1989, il dote la zone d'une protection spéciale pour la particularité de ses milieux, sa géomorphologie, la flore, la faune et le paysage.

El Torcal est un parc de petite taille (11,7 km2) mais il représente l'un des plus impressionnants paysages karstiques en Europe. Le parc se divise en parties distinctes : La sierra Pelada, Torcal Alto, Torcal Bajo, Tajos y Laderas.
- Source du Río de la Villa : au pied du Parc Naturel El Torcal de Antequera, en bordure 331, jailli la source du Rio de la Villa. Pour Antequera, cette source est capitale car elle fournit à la ville la plus grande part de son eau potable.

En outre, elle est également utilisée comme une zone de loisirs et dispose d'un camping et un lac artificiel.

## Principales attractions

### Architecture religieuse

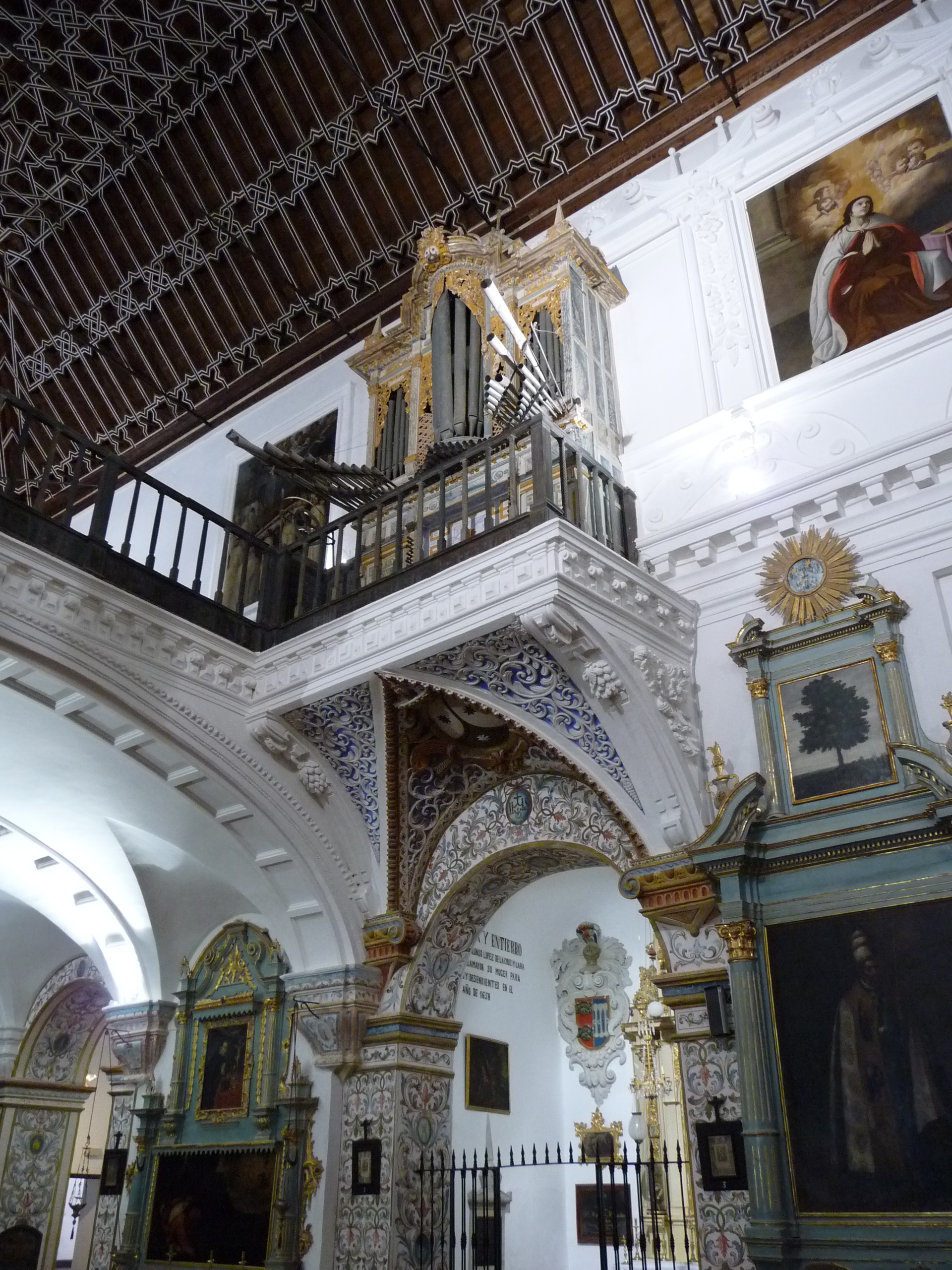
Intérieur de l'église del Carmen.

- Église Real Colegiata de Santa María la Mayor (1514-1550), un monument national construit dans un style se situant entre gothique et renaissance. La façade est constituée de pierres provenant d’une ville romaine abandonnée non loin de là.
- Église Real Colegiata de San Sebastián, construite en 1548. Originellement de style Renaissance, elle a un clocher baroque et un intérieur néoclassique.
- Couvent de Madre de Dios de Monteagudo (747-176). Connu pour son clocher baroque.
- Couvent de la Encarnación (1580), du style maniériste-mudéjar.
- Couvent de Belén (début du XVIe siècle).
- Église de San Pedro (XVIe siècle), avec des traces d'un ancien édifice gothique.
- Monastère royal de San Zoilo, fondé en 1500. Ce monument national est de style gothique.
- Église de St-Jean-le-Baptiste (terminé en 1584). Elle a une façade austère avec un intérieur baroque notable.
- Église de Santiago (1522).
- Église de Carmen (1583-1633), style maniériste-baroque.
- Chapèle de la Virgen del Socorro, une petite église isolée dans la zone portuaire. Fut construit en 1715.

### Autres monuments

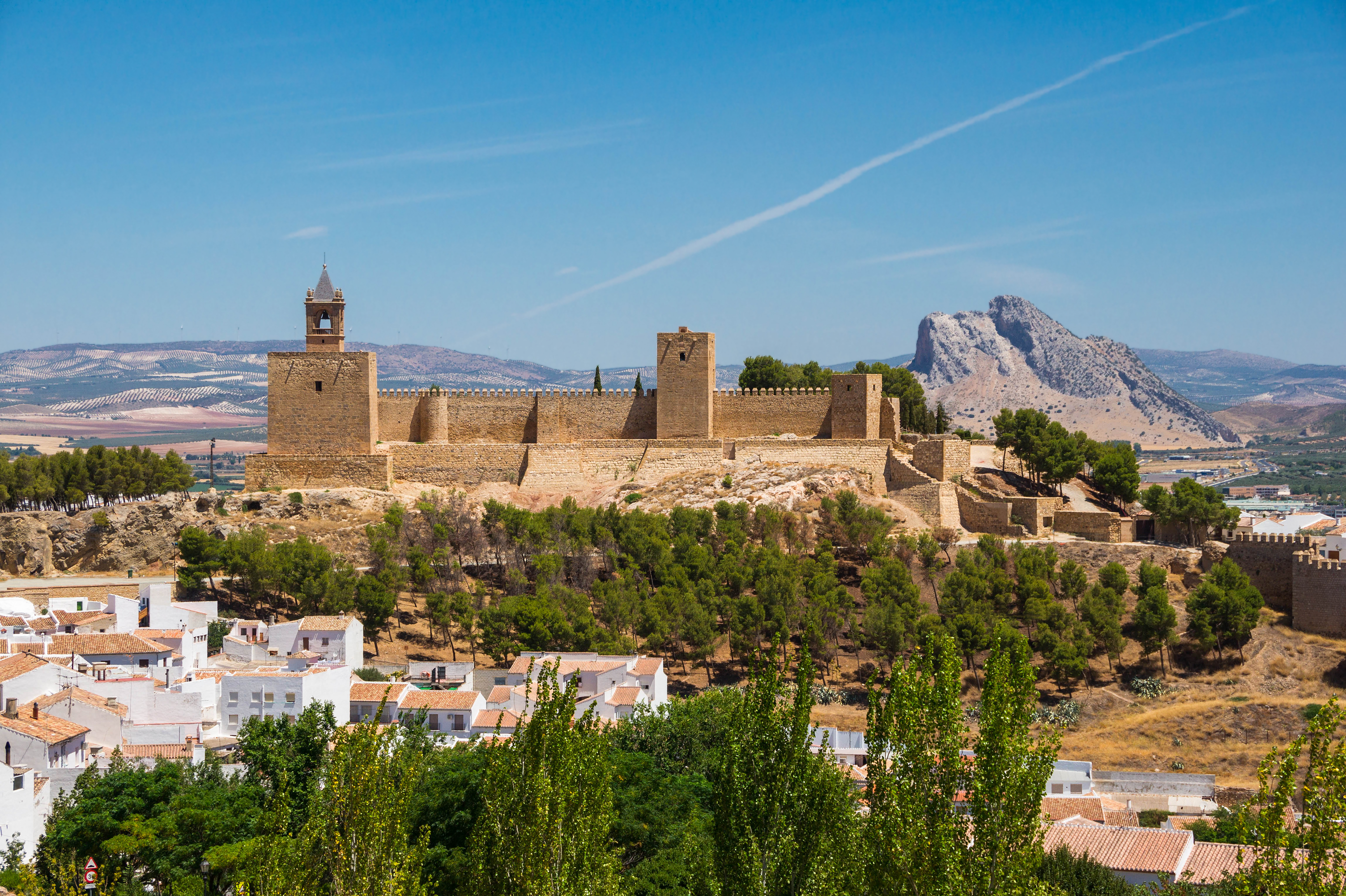
LAlcazaba.

- Alcazaba, une forteresse à Antequera, construite durant le XIVe siècle pour empêcher l'avancée chrétienne du nord.
- Palais de Nájera, bâtiment du XVIIIe siècle qui sert aujourd’hui de musée municipal.
- Arène de corrida, datant de 1848, reconstruite en 1984.
- Arco de los Gigantes, construit en 1595 en l'honneur du roi Philip II d'Espagne ; on peut voir des traces de maçonnerie romaine.
- Les anciens bains romains, dans la partie sud-est de la ville.
- La villa romaine d'Estación : (Ier – IVe siècle av. J.-C.s apr. J.-C.).
- Dólmen de Menga : plus large tumulus d'Espagne, datant de l'âge du bronze, avec des chambres souterraines de 20 m de profondeur.

## Antequeranos célèbres
Écrivains
- - Pedro Espinosa (es) : poète du XVIIe siècle
  - José Antonio Muñoz Rojas (es) : poète
  - Cristobalina Fernández de Alarcón : poète
  - Nicolás Ramos (es) : poète
  - Carmen Ramos (es) : écrivain
  - Francisco Miranda de Rojas : écrivain

```
; Peintre
```

- - Juan de Pareja: peintre baroque

Sculpteurs
- - José Manuel Patricio Toro : sculpteur
  - Jesús Martínez Labrador : sculpteur
  - Bernardo Simón de Pineda (es) : sculpteur

Acteurs et stars de la télévision
- - Kiti Manver : actrice

Sportifs
- - José Luis Paradas Romero (es) : arbitre de la première division de football.
  - Fernando Argüelles : joueur de handball
  - Antonio González Álvarez (es) Antonio González Álvarez (en) : footballeur international
  - Juan Calatayud : footballeur
  - Óscar González : athlète ayant participé à de nombreux jeux olympiques
  - José Pinto Rosas : footballeur

Autres
- - Francisco Romero Robledo: homme politique espagnol de la fin du XIXe siècle
  - Martín Antequera : torero
  - Luis Perdiguero : chanteur de flamenco
  - Francisco Sánchez Sánchez : journaliste local, a été président de C.D. Antequera et contribue régulièrement aux médias locaux comme El Sol de Antequera
  - Cristóbal Toral (es) : peintre réaliste (né à Cadix, a déménagé à Antequera, peu après sa naissance)
  - Niña de Antequera : chanteuse de flamenco
  - María del Carmen González Ramos (1834-1899) : fondatrice de la congrégation religieuse des Franciscaines des Sacrés Cœurs d'Antequera

## Jumelage
- Agde (France)
- Oaxaca de Juárez (Mexique)